# Kanton Sarralbe
Sarralbe is een kanton van het Franse departement Moselle.

## Geschiedenis
Op 22 maart 2015 werden de gemeenten Grundviller, Guebenhouse, Loupershouse en Woustviller, die werden overgeheveld van het kanton Sarreguemines. De gemeente Willerwald werd daarentegen van kanton Sarralbe afgescheiden en bij het kanton Sarreguemines. Deze gemeenten maken allen deel uit van het arrondissement Sarreguemines. Ook werd het aangrenzende arrondissement Forbach en kanton Grostenquin opgeheven. De gemeenten van dit kanton werden toegevoegd aan het kanton Sarralbe maar kwamen, in tegenstelling tot de andere gemeenten, onder het nieuwgevormde arrondissement Forbach-Boulay-Moselle te vallen. Door deze aanpassingen nam het totale aantal gemeenten in het kanton toe van 14 naar 48.

## Gemeenten
Het kanton Sarralbe omvat de volgende gemeenten van het arrondissement Sarreguemines:
- Ernestviller
- Grundviller
- Guebenhouse
- Hazembourg
- Hilsprich
- Holving
- Kappelkinger
- Kirviller
- Loupershouse
- Nelling
- Puttelange-aux-Lacs
- Rémering-lès-Puttelange
- Richeling
- Saint-Jean-Rohrbach
- Sarralbe
- Le Val-de-Guéblange
- Woustviller

Het kanton Sarralbe omvat de volgende gemeenten van het arrondissement Forbach-Boulay-Moselle:
- Altrippe
- Baronville
- Bérig-Vintrange
- Biding
- Bistroff
- Boustroff
- Brulange
- Destry
- Diffembach-lès-Hellimer
- Eincheville
- Erstroff
- Frémestroff
- Freybouse
- Gréning
- Grostenquin
- Guessling-Hémering
- Harprich
- Hellimer
- Landroff
- Laning
- Lelling
- Leyviller
- Lixing-lès-Saint-Avold
- Maxstadt
- Morhange
- Petit-Tenquin
- Racrange
- Suisse
- Vahl-Ebersing
- Vallerange
- Viller